# Luigi Cova
Luigi Cova (Varese, 24 novembre 1881 – Varese, 21 maggio 1969) è stato un politico italiano.

## Biografia
Nato a Varese il 24 novembre 1881, di estrazione operaia, fu eletto Sindaco di Varese negli ultimi mesi dell'amministrazione socialista e venne destituito dai fascisti nell'agosto 1922. Oppositore del regime, alle prime elezioni democratiche del 1946 fu nuovamente designato dai socialisti alla carica di Sindaco e tornò a guidare la città sino al 1950.
Aveva aderito al PSLI, nato con la scissione di palazzo Barberini nel  1947.
Dal 1951 al 1964 fu consigliere comunale a Varese in rappresentanza del PSDI, partito per il quale era stato candidato alle elezioni politiche per la camera dei deputati nel 1953. Morì a Varese il 21 maggio  1969.
Luigi Cova viene ricordato come Sindaco galantuomo, appena rieletto Sindaco nel 1946 si mise all'opera con la sua giunta costituita, da socialisti, comunisti e del partito D'Azione, dando priorità alla ricostruzione della città, alle scuole,  al lavoro e  alle condizioni dei lavoratori.
Tra le decisioni importanti l'acquisto di Villa Mirabello.